# Doris Hartová
Doris Hartová (20. června 1925 St. Louis, Missouri – 29. května 2015 Coral Gables, Florida) byla americká tenistka hrající před otevřenou érou ve čtyřicátých a první polovině padesátých let.
Celkově získala 35 grandslamových titulů, z toho šest ve dvouhře, čtrnáct v ženské čtyřhře a patnáct ve smíšené čtyřhře. Řadí se ke třem tenistkám historie, které vlastní kompletní sadu grandslamových titulů ze všech soutěží všech čtyř Grand Slamů. Dalšími dvěma jsou Margaret Courtová a Martina Navrátilová.
V roce 1969 byla uvedena do Mezinárodní tenisové síně slávy.

## Osobní život
V dětském věku trpěla osteomyelitidou, která způsobila trvalé poškození pravé dolní končetiny. Tenis začala hrát v deseti letech a výrazné podpory bratra Buda.
První grandslamový titul získala v ženské čtyřhře na Wimbledonu 1947, v době kdy stále studovala floridskou University of Miami. První grandslamové vítězství ve dvouhře přišlo v roce 1949 na Australian Championships. Další tituly z dvouhry přidala na French Championships 1950 a 1952, ve Wimbledonu 1951 a na US Championships 1954 a 1955. V roce 1951 porazila ve wimbledonském finále svou dlouholetou spoluhráčku ze čtyřhry Shirley Fryovou Irvinovou. Roku 1954 zachránila téměř prohraný zápas ve finále US Championships proti obhájkyni titulu Louise Broughové Clappové.
Na čtvrtfinálovou účast v grandslamových turnajích ve dvouhře dosáhla ve 32 startech z celkového počtu 34 účastí. Jediné dva neúspěchy zaznamenala hned v prvních dvou grandslamech, kdy jí bylo patnáct a šestnáct let. Zvítězila v šesti finálových zápasech Grand Slamu z osmnácti odehraných. Naposledy se grandslamového turnaje zúčastnila na US Championships 1969, kde spolu s Carole Graebnerovou prohrály v 1. kole ženské čtyřhry.
Roku 1951 zvítězila ve Wimbledonu ve všech soutěžích – ženské dvouhře, čtyřhře i smíšené čtyřhře, kdy všechna finále odehrála v jediný den. Stejného úspěchu tří vítězství na jediném grandslamu dosáhla ještě dvakrát na French Championships 1952 a US Championships 1954.
Ve Wightman Cupu odehrála v letech 1946 až 1955 čtrnáct dvouher bez jediné porážky a osm vítězných čtyřher proti jedné deblové porážce.
Je jednou ze dvou tenistek, které dokázaly porazit ve dvouhře grandslamového turnaje Maureen Connollyovou. Podařilo se jí to ve 2. kole US Championships 1950, když zvítězila ve dvou setech 6–2, 7–5. (Druhou hráčkou je Barbara Scofieldová, která Connollyovou porazila ve 2. kole US Championships 1949 výsledkem 6–4, 6–3.) V grandslamových finále porazila naopak Connollyová Hartovou čtyřikrát.
Od roku 1951 do roku 1953 vyhrála na Grand Slamu devět titulů v ženké čtyřhře v řadě, což odpovídá 43 vítězným zápasům, které byly ukončeny prohrou ve finále Wimbledonu 1954.
Podle Johna Olliffa a Lance Tingaye z The Daily Telegraphu a Daily Mailu, byla klasifikována v první desítce ženského tenisu od roku 1946 do roku 1955, světovou jedničkou pak v roce 1951. Profesionální kariéru ukončila v roce 1955 a stala se tenisovou trenérkou, přesto ještě v roce 1969 nastoupila do čtyřhry na US Open.

## Finále na Grand Slam

### Přehled
- Australian Championships (4)
  - Vítězka ženské dvouhry: 1949
  - Finalistka ženské dvouhry: 1950
  - Vítězka ženské čtyřhry: 1950
  - Finalistka ženské čtyřhry: 1949
  - Vítězka smíšené čtyřhry  (2): 1949, 1950

- French Championships (10)
  - Vítězka ženské dvouhry (2): 1950, 1952
  - Finalistka ženské dvouhry (3): 1947, 1951, 1953
  - Vítězka ženské čtyřhry  (5): 1948, 1950, 1951, 1952, 1953
  - Finalistka ženské čtyřhry(2): 1946, 1947
  - Vítězka smíšené čtyřhry (3): 1951, 1952, 1953
  - Finalistka smíšené čtyřhry: 1948

- Wimbledon (10)
  - Vítězka ženské dvouhry: 1951
  - Finalistka ženské dvouhry (3): 1947, 1948, 1953
  - Vítězka ženské čtyřhry (4): 1947, 1951, 1952, 1953
  - Finalistka ženské čtyřhry (4): 1946, 1948, 1950, 1954
  - Vítězka smíšené čtyřhry (5): 1951, 1952, 1953, 1954, 1955
  - Finalistka smíšené čtyřhry: 1948

- US Championships (11)
  - Vítězka ženské dvouhry (2): 1954, 1955
  - Finalistka ženské dvouhry (5): 1946, 1949, 1950, 1952, 1953
  - Vítězka ženské čtyřhry  (4): 1951, 1952, 1953, 1954
  - Finalistka ženské čtyřhry (9): 1942, 1943, 1944, 1945, 1947, 1948, 1949, 1950, 1955
  - Vítězka smíšené čtyřhry (5): 1951, 1952, 1953, 1954, 1955
  - Finalistka smíšené čtyřhry (2): 1945, 1950

### Ženská dvouhra: 18 (6–12)
| Stav       | rok  | turnaj                   | soupeřka ve finále            | výsledek      |
| ---------- | ---- | ------------------------ | ----------------------------- | ------------- |
| Finalistka | 1946 | U.S. Championships       | Pauline Betzová Addieová      | 9–11, 3–6     |
| Finalistka | 1947 | French Championships     | Pat Canningová Toddová        | 3–6, 6–3, 4–6 |
| Finalistka | 1947 | Wimbledon                | Margaret Osborneová duPontová | 2–6, 4–6      |
| Finalistka | 1948 | Wimbledon                | Louise Broughová Clappová     | 3–6, 6–8      |
| Vítězka    | 1949 | Australian Championships | Nancye Wynneová Boltonová     | 6–3, 6–4      |
| Finalistka | 1949 | U.S. Championships       | Margaret Osborneová duPontová | 3–6, 1–6      |
| Finalistka | 1950 | Australian Championships | Louise Broughová Clappová     | 4–6, 6–3, 4–6 |
| Vítězka    | 1950 | French Championships     | Pat Canningová Toddová        | 6–4, 4–6, 6–2 |
| Finalistka | 1950 | U.S. Championships       | Margaret Osborneová duPontová | 4–6, 3–6      |
| Finalistka | 1951 | French Championships     | Shirley Fryová Irvinová       | 3–6, 6–3, 3–6 |
| Vítězka    | 1951 | Wimbledon                | Shirley Fryová Irvinová       | 6–1, 6–0      |
| Vítězka    | 1952 | French Championships (2) | Shirley Fryová Irvinová       | 6–4, 6–4      |
| Finalistka | 1952 | U.S. Championships       | Maureen Connollyová           | 3–6, 5–7      |
| Finalistka | 1953 | French Championships     | Maureen Connollyová           | 2–6, 4–6      |
| Finalistka | 1953 | Wimbledon                | Maureen Connollyová           | 6–8, 5–7      |
| Finalistka | 1953 | U.S. Championships       | Maureen Connollyová           | 2–6, 4–6      |
| Vítězka    | 1954 | U.S. Championships       | Louise Broughová Clappová     | 6–8, 6–1, 8–6 |
| Vítězka    | 1955 | U.S. Championships (2)   | Patricia Wardová              | 6–4, 6–2      |

### Chronologie výsledků

#### Ženská dvouhra
| Turnaj    | 1940  | 1941  | 1942  | 1943  | 1944  | 1945  | 19461 | 19471 | 1948  | 1949  | 1950  | 1951  | 1952  | 1953  | 1954  | 1955  | Celkově SR |
| --------- | ----- | ----- | ----- | ----- | ----- | ----- | ----- | ----- | ----- | ----- | ----- | ----- | ----- | ----- | ----- | ----- | ---------- |
| Austrálie | A     | NH    | NH    | NH    | NH    | NH    | A     | A     | A     | Vítěz | F     | A     | A     | A     | A     | A     | 1 / 2      |
| Francie   | NH    | R     | R     | R     | R     | A     | QF    | F     | SF    | A     | Vítěz | F     | Vítěz | F     | A     | A     | 2 / 7      |
| Wimbledon | NH    | NH    | NH    | NH    | NH    | NH    | QF    | F     | F     | A     | SF    | Vítěz | QF    | F     | SF    | SF    | 1 / 9      |
| US Open   | 2k    | 1k    | QF    | SF    | QF    | SF    | F     | SF    | QF    | F     | F     | SF    | F     | F     | Vítěz | Vítěz | 2 / 16     |
| SR        | 0 / 1 | 0 / 1 | 0 / 1 | 0 / 1 | 0 / 1 | 0 / 1 | 0 / 3 | 0 / 3 | 0 / 3 | 1 / 2 | 1 / 4 | 1 / 3 | 1 / 3 | 0 / 3 | 1 / 2 | 1 / 2 | 6 / 34     |

#### Ženská čtyřhra
| Turnaj    | 1940  | 1941  | 1942  | 1943  | 1944  | 1945  | 19461 | 19471 | 1948  | 1949  | 1950  | 1951  | 1952  | 1953  | 1954  | 1955  | 1956–1968 | 1969  | Celkově SR |
| --------- | ----- | ----- | ----- | ----- | ----- | ----- | ----- | ----- | ----- | ----- | ----- | ----- | ----- | ----- | ----- | ----- | --------- | ----- | ---------- |
| Austrálie | A     | A     | NH    | NH    | NH    | NH    | NH    | A     | A     | F     | Vítěz | A     | A     | A     | A     | A     | A         | A     | 1 / 2      |
| Francie   | NH    | R     | R     | R     | R     | A     | F     | F     | Vítěz | A     | Vítěz | Vítěz | Vítěz | Vítěz | A     | A     | A         | A     | 5 / 7      |
| Wimbledon | NH    | NH    | NH    | NH    | NH    | NH    | F     | Vítěz | F     | A     | F     | Vítěz | Vítěz | Vítěz | F     | SF    | A         | A     | 4 / 9      |
| US Open   | A     | A     | F     | F     | F     | F     | SF    | F     | F     | F     | F     | Vítěz | Vítěz | Vítěz | Vítěz | F     | A         | 1k    | 4 / 15     |
| SR        | 0 / 0 | 0 / 0 | 0 / 1 | 0 / 1 | 0 / 1 | 0 / 1 | 0 / 3 | 1 / 3 | 1 / 3 | 0 / 2 | 2 / 4 | 3 / 3 | 3 / 3 | 3 / 3 | 1 / 2 | 0 / 2 | 0 / 0     | 0 / 1 | 14 / 33    |

#### Smíšená čtyřhra
| Turnaj    | 1940  | 1941  | 1942  | 1943  | 1944  | 1945  | 19461 | 19471 | 1948  | 1949  | 1950  | 1951  | 1952  | 1953  | 1954  | 1955  | 1956–1968 | 1969  | Celkově SR |
| --------- | ----- | ----- | ----- | ----- | ----- | ----- | ----- | ----- | ----- | ----- | ----- | ----- | ----- | ----- | ----- | ----- | --------- | ----- | ---------- |
| Austrálie | A     | A     | NH    | NH    | NH    | NH    | NH    | A     | A     | Vítěz | Vítěz | A     | A     | A     | A     | A     | A         | A     | 2 / 2      |
| Francie   | NH    | R     | R     | R     | R     | A     | ?     | ?     | F     | A     | ?     | Vítěz | Vítěz | Vítěz | A     | A     | A         | A     | 3 / ?      |
| Wimbledon | NH    | NH    | NH    | NH    | NH    | NH    | 4k    | SF    | F     | A     | SF    | Vítěz | Vítěz | Vítěz | Vítěz | Vítěz | A         | A     | 5 / 9      |
| US Open   | ?     | ?     | ?     | 1R    | QF    | F     | QF    | 1k    | SF    | QF    | F     | Vítěz | Vítěz | Vítěz | Vítěz | Vítěz | A         | QF    | 5 / ?      |
| SR        | 0 / ? | 0 / ? | 0 / ? | 0 / 1 | 0 / 1 | 0 / 1 | 0 / ? | 1 / ? | 0 / ? | 1 / 2 | 1 / ? | 3 / 3 | 3 / 3 | 3 / 3 | 2 / 2 | 2 / 2 | 0 / 0     | 0 / 1 | 15 / ?     |

| Legenda | Legenda                                   | Legenda | Legenda                     |
| ------- | ----------------------------------------- | ------- | --------------------------- |
| SR      | poměr vyhraných turnajů ku všem odehraným | W–L V–P | výhry–prohry                |
| NH      | daný rok se turnaj nekonal                | A       | turnaje se hráč nezúčastnil |
| 1Q / LQ | prohra v (kole) kvalifikace               | 1k / 1R | prohra v daném kole turnaje |
| QF / ČF | prohra ve čtvrtfinále                     | SF      | prohra v semifinále         |
| F       | prohra ve finále                          | Vítěz   | vítězství v turnaji         |

- R – turnaj omezen na účast francouzských hráčů, konán za německé okupace
- 1 –  v letech 1946 a 1947 se French Open konalo až po Wimbledonu